# Urška Hrovat
Urška Hrovat (Lubiana, 18 febbraio 1974) è un'ex sciatrice alpina slovena.
Specialista dello slalom speciale in attività negli anni novanta, fu in grado in carriera di aggiudicarsi cinque vittorie in Coppa del Mondo, tutte in slalom speciale. Nel 1996 conquistò la medaglia di bronzo, sempre tra i paletti stretti, in occasione dei Mondiali della Sierra Nevada, in Spagna.
Agli inizi della carriera, prima della dissoluzione della Jugoslavia (1991), gareggiò per la nazionale jugoslava.

## Biografia

### Stagioni 1990-1995
Urška Hrovat debuttò in campo internazionale in occasione dei Mondiali juniores di Zinal 1990; l'anno dopo, nella rassegna iridata giovanile di Geilo/Hemsedal 1991, ottenne le sue prime due medaglie nella manifestazione (oro nello slalom speciale e argento nella combinata). Il 14 gennaio 1992 ottenne il primo piazzamento di rilievo in Coppa del Mondo, classificandosi 20ª nello slalom speciale di Hinterstoder; un mese più tardi esordì ai Giochi olimpici invernali e ad Albertville 1992 fu 10ª nello slalom speciale e non portò a termine il supergigante. Sempre nel 1992, ai Mondiali juniores di Maribor, vinse una seconda medaglia d'oro nello slalom speciale.
Morioka 1993 fu la sua prima partecipazione iridata, durante la quale si classificò 27ª nello slalom gigante e 26ª nello slalom speciale; quell'anno prese parte anche ai Mondiali juniores di Montecampione/Colere, vincendo la sua quarta medaglia iridata giovanile (bronzo nello slalom speciale). All'inizio della stagione 1993-1994, il 28 novembre a Santa Caterina Valfurva, conquistò in slalom speciale il primo podio in Coppa del Mondo (3ª), mentre il 22 gennaio a Maribor arrivò la prima vittoria, sempre in slalom speciale. Ai XVII Giochi olimpici invernali di Lillehammer 1994 si piazzò 26ª nel supergigante, 20ª nello slalom gigante, 8ª nello slalom speciale e 14ª nella combinata.

### Stagioni 1996-2001
Il 24 febbraio 1996 ai Mondiali della Sierra Nevada vinse la medaglia di bronzo nello slalom speciale vinto da Pernilla Wiberg davanti a Patricia Chauvet, dopo essersi classificata 11ª nello slalom gigante due giorni prima; in quella stagione in Coppa del Mondo ottenne il suo miglior piazzamento nella classifica di slalom speciale, chiudendo 2ª alle spalle di Elfi Eder che la sopravanzò di 140 punti. Due anni dopo, ai XVIII Giochi olimpici invernali di Nagano 1998, fu 18ª nello slalom gigante e non concluse lo slalom speciale; in quella stagione in Coppa del Mondo fu 9ª nella classifica generale, suo miglior piazzamento in carriera.
All'inizio della stagione 1998-1999, il 21 novembre a Park City, conquistò in slalom speciale la sua ultima vittoria, nonché ultimo podio, in Coppa del Mondo; ai successivi Mondiali di Vail/Beaver Creek fu 7ª nello slalom speciale e non completò lo slalom gigante. La sua ultima in gara in Coppa del Mondo fu lo slalom speciale di Flachau del 14 gennaio 2001, chiuso in 4ª posizione; terminò l'attività agonistica in occasione dei Mondiali di Sankt Anton am Arlberg del mese successivo, dove si classificò 10ª nello slalom speciale.

## Palmarès

### Mondiali
- 1 medaglia:
  - 1 bronzo (slalom speciale a Sierra Nevada 1996)

### Mondiali juniores
- 4 medaglie:
  - 2 ori (slalom speciale a Geilo/Hemsedal 1991; slalom speciale a Maribor 1992)
  - 1 argento (combinata a Geilo/Hemsedal 1991)
  - 1 bronzo (slalom speciale a Montecampione/Colere 1993)

### Coppa del Mondo
- Miglior piazzamento in classifica generale: 9ª nel 1998
- 14 podi (1 in slalom gigante, 13 in slalom speciale):
  - 5 vittorie
  - 3 secondi posti
  - 6 terzi posti

#### Coppa del Mondo - vittorie
| Data             | Località               | Paese       | Specialità |
| ---------------- | ---------------------- | ----------- | ---------- |
| 22 gennaio 1994  | Maribor                | Slovenia    | SL         |
| 30 dicembre 1994 | Méribel                | Francia     | SL         |
| 14 gennaio 1996  | Garmisch-Partenkirchen | Germania    | SL         |
| 14 marzo 1998    | Crans-Montana          | Svizzera    | SL         |
| 21 novembre 1998 | Park City              | Stati Uniti | SL         |

Legenda:

SL = slalom speciale

### Coppa Europa
- Miglior piazzamento in classifica generale: 5ª nel 1992
- 6 podi (dati dalla stagione 1994-1995):
  - 2 vittorie
  - 3 secondi posti
  - 1 terzo posto

#### Coppa Europa - vittorie
| Data             | Località             | Paese  | Specialità |
| ---------------- | -------------------- | ------ | ---------- |
| 17 dicembre 1994 | Gressoney-La-Trinité | Italia | SL         |
| 2 marzo 1995     | Abetone              | Italia | GS         |

Legenda:

GS = slalom gigante

SL = slalom speciale

### Nor-Am Cup
- 4 podi (dati dalla stagione 1994-1995):
  - 1 vittoria
  - 3 secondi posti

#### Nor-Am Cup - vittorie
| Data            | Località                 | Paese       | Specialità |
| --------------- | ------------------------ | ----------- | ---------- |
| 2 dicembre 1996 | Winter Park/Beaver Creek | Stati Uniti | GS         |

Legenda:

GS = slalom gigante

### South American Cup
- 2 podi (dati dalla stagione 1994-1995):
  - 1 vittoria
  - 1 terzo posto

#### South American Cup - vittorie
| Data           | Località     | Paese | Specialità |
| -------------- | ------------ | ----- | ---------- |
| 31 agosto 1995 | Valle Nevado | Cile  | SL         |

Legenda:

SL = slalom speciale

### Campionati sloveni
- 6 medaglie (dati parziali fino alla stagione 1994-1995)[1]:
  - 4 ori (slalom speciale nel 1992; slalom speciale nel 1993; slalom gigante, slalom speciale nel 1996)
  - 1 argento (slalom speciale nel 1998)
  - 1 bronzo (slalom gigante nel 1998)